# Djordje Teodorovic
Djordje Teodorovic (født 22. januar 1972) er en serbisk tidligere håndboldspiller og nuværende træner.
Teodorovic spillede håndbold for Metaloplastika Šabac og R.K. Sirmium i Sremska Mitrovica i Jugoslavien, H.C. Vöslauer i Bad Vöslau i Østrig og Bækkelagets SK. Han var midt-bagspiller.
Efter den aktive karriere har Teodorovic været træner for Oppsal Håndball i Oslo, Ferrobus Mislata i Valencia i Spanien, Hatten/Sandkrug i Tyskland, Nit/Hak HK i Nittedal og Toten HK.
Djordje Teodorovic har fra 2009 til 2015 været træner for Oppsal Håndballs damehold som før sæson 2012/2013 spillede i den norske eliteserie.
Djordje Teodorovic arbejdet også som daglig leder ved Oppsal Håndball i tre år (2012 til 2015). Fra 1.september 2015 til 30.juni 2018 har Teodorovic været ansatt som administrasjonssjef i Drammen Håndballklubb.
Efter 23 år i vesteuropæisk håndbold (heraf 19 i Norge) besluttede Teodorovic at vende tilbage til Serbien og moderklubben.
Fra 1. juli 2018 har han været ansat som hovedtræner i Metaloplastika Šabac.